# ラジーヴ・ファン・ラ・パラ
ラジフ・ファン・ラ・パラ（Rajiv van La Parra, 1991年6月4日 - ）は、オランダ・南ホラント州ロッテルダム出身のサッカー選手。ポジションはミッドフィールダー。
オランダ代表のジョルジニオ・ワイナルドゥムは異母兄弟である。

## 経歴

### クラブ

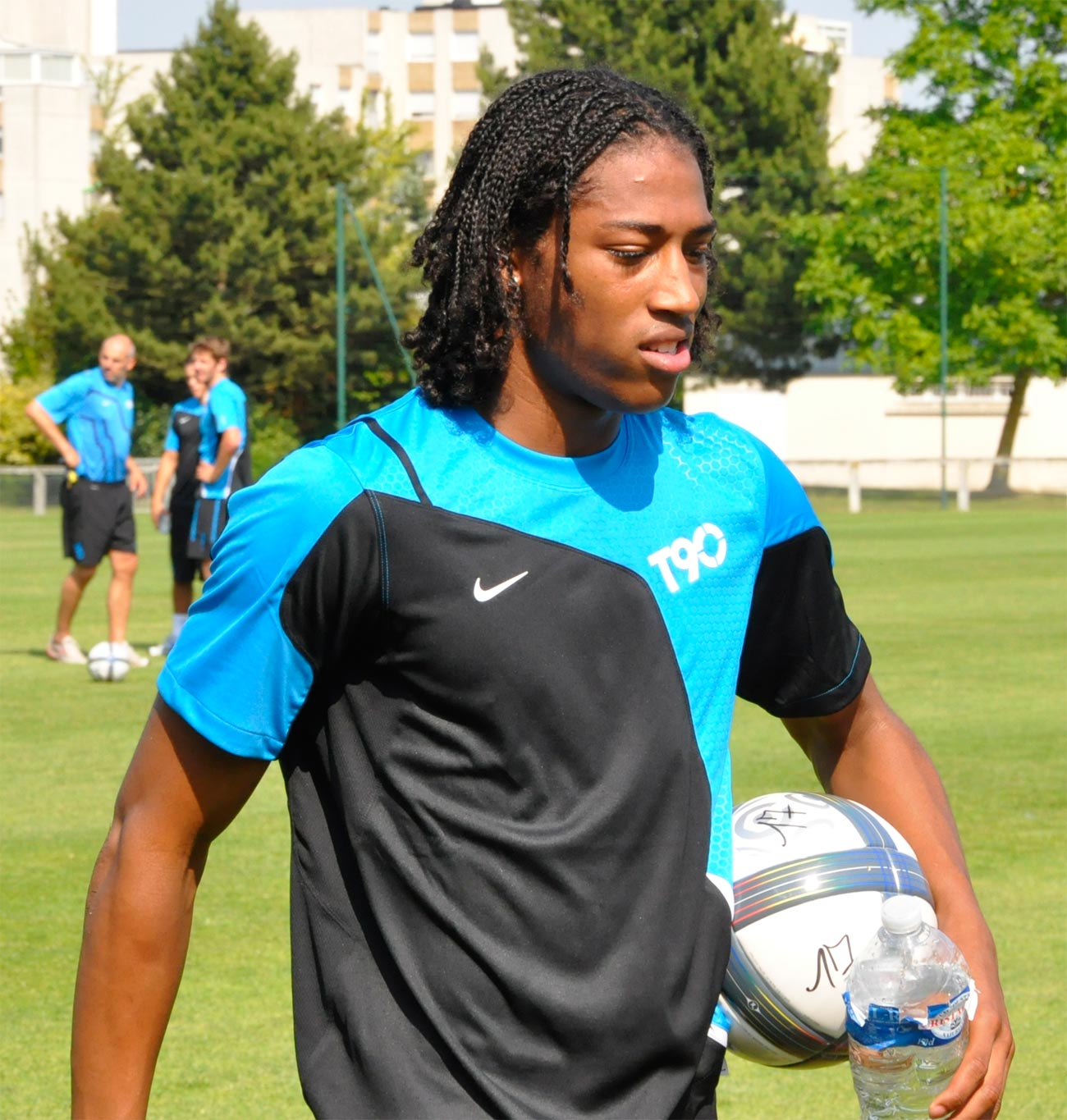
カーン時代(2010年)

1999年にフェイエノールトのユースチームでキャリアをスタートさせ、2008年にフランスのSMカーンに移籍した。2011年8月30日、SCヘーレンフェーンに移籍した。2013-14シーズン限りで契約満了となりクラブを退団。6月10日にチャンピオンシップに昇格が決まったウルヴァーハンプトン・ワンダラーズFCに加入した。
2016年にハダースフィールド・タウンFCへ加入すると、2016-17シーズンには40試合に出場しプレミアリーグ昇格に貢献した。

### 代表
オランダ代表として各年代でプレーし、UEFA U-17欧州選手権2008に出場した。